# 4169 Celsius
4169 Celsius је астероид. Приближан пречник астероида је 33,10 ,
а средња удаљеност астероида од Сунца износи 3,389 астрономских јединица (АЈ).
Инклинација (нагиб) орбите у односу на раван еклиптике је 10,052 степени, а орбитални период износи 2279,304 дана (6,240 година). Ексцентрицитет орбите астероида износи 0,172.
Апсолутна магнитуда астероида износи 10,90 а геометријски албедо 0,070.
Астероид је откривен 16. марта 1980. године.